# Сан-Естебан (Чилі)
Сан-Естебан (ісп. San Esteban) — місто в Чилі. Адміністративний центр однойменної комуни. Населення міста - 7542 осіб (2002). Місто і комуна входить до складу провінції Лос-Андес та регіону Вальпараїсо.
Територія — 681 км². Чисельність населення - 18 855 жителя (2017). Щільність населення - 27,7 чол./км².

## Розташування
Місто розташоване за 102 км на схід від адміністративного центру області міста Вальпараїсо.
Комуна межує:
- на сході - з провінцією Сан-Хуан (Аргентина)
- на південному сході — з комуною Лос-Андес
- на південному заході - з комуною Лос-Андес
- на заході — з комуною Санта-Марія
- на північному заході - з комуною Путаендо